# M2-es autóút (Örményország)
Az M2 egy örményországi főút, amely az ország délkeleti részén fekvő fővárost, Jerevánt köti össze az iráni határ melletti Agarakkal. Az M2 az egyedüli tranzitútvonal Iránból Jerevánba.

## Fordítás
Ez a szócikk részben vagy egészben  a   M2 (Armenien) című német Wikipédia-szócikk ezen változatának fordításán alapul.  Az eredeti cikk szerkesztőit annak laptörténete sorolja fel. Ez a jelzés csupán a megfogalmazás eredetét és a szerzői jogokat jelzi, nem szolgál a cikkben szereplő információk forrásmegjelöléseként.